# Huedin
Huedin (em húngaro: Bánffyhunyad) é uma cidade do județ (distrito) de Cluj, Roménia,  situada na região histórica da Transilvânia. Em 2002 tinha 9955 habitantes.